# Inkognito (český pořad)
Inkognito je český zábavní pořad, který vysílá stanice Prima od 2. září 2021. Soutěž je založená na tom, že čtyři známé osobnosti hádají povolání zvaných lidí a na konci hádají tajného hosta. 
V každé epizodě jsou stálí hadači Jakub Prachař a Ondřej Brzobohatý a další dva hadači z řad známých osobností se střídají.
Televize Prima již před rokem 2007 vysílala stejnojmenný pořad, ale později ho nahradila podobným pořadem Hádej, kdo jsem.

## Hadači
| Hadači               | 1. řada | 2. řada | 3. řada | 4. řada | 5. řada | 6. řada | 7. řada | 8. řada | 9. řada |
| -------------------- | ------- | ------- | ------- | ------- | ------- | ------- | ------- | ------- | ------- |
| Jakub Prachař        |         |         |         |         |         |         |         |         |         |
| Ondřej Brzobohatý    |         |         |         |         |         |         |         |         |         |
| Miloš Pokorný        |         |         |         |         |         |         |         |         |         |
| Petra Nesvačilová    |         |         |         |         |         |         |         |         |         |
| Richard Genzer       |         |         |         |         |         |         |         |         |         |
| Marta Jandová        |         |         |         |         |         |         |         |         |         |
| Adéla Gondíková      |         |         |         |         |         |         |         |         |         |
| Daniela Písařovicová |         |         |         |         |         |         |         |         |         |
| Andrea Bezděková     |         |         |         |         |         |         |         |         |         |
| Kristýna Leichtová   |         |         |         |         |         |         |         |         |         |
| Petr Švancara        |         |         |         |         |         |         |         |         |         |
| Světlana Witowská    |         |         |         |         |         |         |         |         |         |
| Monika Absolonová    |         |         |         |         |         |         |         |         |         |
| Dagmar Havlová       |         |         |         |         |         |         |         |         |         |
| Ewa Farna            |         |         |         |         |         |         |         |         |         |
| Justýna Zedníková    |         |         |         |         |         |         |         |         |         |
| Pavel Horváth        |         |         |         |         |         |         |         |         |         |

## Popis
„Tradiční zábavný pořad, kde jsou všichni tak trochu INKOGNITO.“

## Vysílání
| Řada | Díly | Premiéra v ČR  | Premiéra v ČR     |
| Řada | Díly | První díl      | Poslední díl      |
| ---- | ---- | -------------- | ----------------- |
| 1    | 16   | 2. září 2021   | 16. prosince 2021 |
| 2    | 23   | 27. ledna 2022 | 30. června 2022   |
| 3    | 17   | 1. září 2022   | 31. prosince 2022 |
| 4    | 20   | 16. února 2023 | 29. června 2023   |
| 5    | 17   | 31. srpna 2023 | 31. prosince 2023 |
| 6    | 17   | 22. února 2024 | 13. června 2024   |
| 7    | 17   | 29. srpna 2024 | 31. prosince 2024 |
| 8    | 17   | 27. února 2025 | 18. června 2025   |
| 9    | ?    | Podzim 2025    | bude oznámeno     |

## Studio
V 1. sérii se natáčelo ve studiu slovenského Inkognita v Bratislavě. Od 2. série se natáčí v novém studiu v Praze.[zdroj?]